# Сото, Хафет
Хафет Сото Молина (исп. Jafet Soto Molina; род. 1 апреля 1976, Сан-Хосе) — коста-риканский футболист, выступавший за коста-риканский клуб «Эредиано» и целый ряд мексиканских команд. Ныне футбольный тренер, с 2014 года возглавляющий «Эредиано».

## Карьера игрока

### Клубная карьера
В Коста-Рике Хафет Сото играл только за «Эредиано», где стал идолом для местных болельщиков. Он первый раз покинул этот клуб в 1995 году, после чего выступал за мексиканские команды: «Пуэблу» (в 1998—1999, 2002 и 2003—2004 годах), «Морелию» (в 1995—1998 и 2001 годах), «Атлас», «Пачуку» и «Эстудиантес Текос».
Летом 2006 года Сото перешёл в клуб MLS «Реал Солт-Лейк», но спустя несколько месяцев вернулся на родину, где стал капитаном «Эредиано». Он объявил о завершении карьеры игрока в ноябре 2008 года и провёл свой последний матч 17 января 2009 года против «Брухаса», в котором забил на 19-й минуте и был тут же заменён. Его же гол так и остался единственным и победным для «Эредиано» в той встрече.

### Карьера в сборной
Хафет Сото выступал за Коста-Рику на молодёжном чемпионате мира 1995 года в Катаре.
В январе 1994 года он дебютировал за сборную Коста-Рики в товарищеском матче против команды Норвегии. Всего за национальную сборную Сото провёл 63 игры и забил 10 мячей. На его счету 21 встреча в рамках отборочных турниров Чемпионатов мира, но травмы и неудачи лишили его возможности сыграть за Коста-Рику на мировом первенстве 2002 года. Сото принимал участие в матчах Кубка наций Центральной Америки 1999, 2001 и 2005 годов, Золотого кубка КОНКАКАФ 2000 и 2005 годов, а также Кубка Америки 1997.
В октябре 2005 года Сото провёл свой последний матч за Коста-Рику, в рамках отборочного турнира чемпионата мира 2006 против Гватемалы.

## Тренерская карьера
В сентябре 2011 года Хафет Сото занял должность администратора в «Эредиано», а затем стал и главным тренером. В мае 2012 года он возглавил коста-риканский клуб «Перес-Селедон», но уже в августе того же года ушёл с поста, чтобы работать главным тренером молодёжной сборной Коста-Рики. В 2013 году Сото стал спортивным директором в «Эредиано», а в августе 2014 года был назначен главным тренером команды.